# 28 януари
28 януари е 28-ият ден в годината според григорианския календар. Остават 337 дни до края на годината (338 през високосна година).

## Събития
- 1644 г. – Френският актьор Жан Поклен за първи път се подписва с псевдонима Молиер.
- 1687 г. – В Япония с императорски указ се забранява убиването на диви животни.
- 1738 г. – В Лондон започва строителството на Уестминстърския мост.
- 1820 г. – Руска експедиция начело с Фадей Белингсхаузен и Михаил Лазарев приближава брега на Антарктида.
- 1871 г. – Пада Парижката комуна.
- 1895 г. – Обнародван е Закон за насърчение на местната индустрия, който дава тласък на българското промишлено производство.
- 1935 г. – Исландия става първата страна в света, легализирала аборта.
- 1935 г. – В Германия е произведен първият изкуствен изумруд.
- 1937 г. – По нареждане на Сталин в Москва е арестуван Кръстьо Раковски по обвинение „за участие в контрареволюционна терористична организация“.
- 1938 г. – Рудолф Карачола поставя рекорд за най-бързата официално отчетена скорост на обществен път – 432,7 km/h с автомобил Мерцедес-Бенц W195 Rekordwagen.
- 1939 г. – Алберт Айнщайн обявява, че новооткритият химичен елемент уран може да бъде използван като мощен източник на енергия, което се използва за създаването на атомната бомба.

- 1946 г. – В Русе е открито Висше техническо училище, днешният Русенски университет.
- 1956 г. – Елвис Пресли се появява за пръв път по телевизията.
- 1981 г. – Държавите членки на Съвета на Европа подписват Конвенция 108 за защита на лицата при автоматизираната обработка на лични данни.
- 1985 г. – ЦК на БКП отчита, че преименуването на турците в България е приключило, с което се поставя началото на „възродителен процес“.
- 1986 г. – Космическата совалка на САЩ „Чалънджър“ се взривява 73 секунди след десетото си излитане, като загиват всички седем астронавти на борда.
- 1988 г. – Върховният съд на Канада обявява за противоконституционен закона, който забранява абортите.
- 1998 г. – Открита е първата отсечка на Софийското метро – от бул. Сливница до бул. Константин Величков, с дължина 6,5 km и 5 станции.
- 2002 г. – Самолетът при полет 120 на TAME се разбива в склона на вулкана Кумбал, Колумбия и убива всички 94 души на борда.
- 2004 г. – Открита е втора версия на компютърния вирус Mydoom.

## Родени
- 1457 г. – Хенри VII, крал на Англия († 1509 г.)
- 1540 г. – Лудолф фон Цойлен, германски математик († 1610 г.)
- 1600 г. – Климент IX, римски папа († 1669 г.)
- 1611 г. – Ян Хевелий, полски астроном, градоначалник и пивовар († 1687 г.)
- 1717 г. – Мустафа III, султан на Османската империя († 1774 г.)
- 1812 г. – Илия Гарашанин, сръбски държавник († 1874 г.)
- 1834 г. – Александру Чернат, румънски генерал († 1893 г.)
- 1841 г. – Хенри Мортън Стенли, уелско-американски пътешественик († 1904 г.)
- 1852 г. – Ефрем Каранов, български книжовник († 1927 г.)
- 1853 г. – Владимир Соловьов, руски философ († 1900 г.)
- 1853 г. – Хосе Марти, кубински революционер († 1895 г.)
- 1858 г. – Стоян Данев, министър-председател на България († 1949 г.)
- 1873 г. – Колет, френска писателка († 1954 г.)
- 1879 г. – Франсис Пикабия, френски художник († 1953 г.)
- 1884 г. – Йордан Пеев, български висш офицер († 1938 г.)
- 1887 г. – Артур Рубинщайн, полски пианист и диригент († 1982 г.)
- 1891 г. – Никола Хаджипетков, български военен деец († 1949 г.)
- 1897 г. – Валентин Катаев, руски писател († 1986 г.)
- 1900 г. – Херман Кестен, немски писател († 1996 г.)
- 1913 г. – Леон Суружон, български цигулар и педагог († 2007 г.)
- 1921 г. – Атанас Манчев, български поет († 1944 г.)
- 1922 г. – Робърт Холи, американски биохимик, Нобелов лауреат през 1968 г. († 1993 г.)
- 1922 г. – Цветан Ангелов, български писател († 1982 г.)
- 1930 г. – Цветан Стоянов, български преводач и писател († 1971 г.)
- 1931 г. – Сакьо Комацу, японски писател († 2011 г.)
- 1935 г. – Дейвид Лодж, английски писател и критик († 2025 г.)
- 1936 г. – Исмаил Кадаре, албански писател († 2024 г.)
- 1936 г. – Любен Попов, български шахматист
- 1940 г. – Асен Георгиев, български актьор († 2016 г.)
- 1940 г. – Карлос Слим Елу, мексикански милиардер
- 1942 г. – Турхан Расиев, български писател-сатирик († 2025 г.)
- 1943 г. – Кирил Ценевски, режисьор от Република Македония († 2019 г.)
- 1946 г. – Митко Щерев, български композитор
- 1947 г. – Иван Минеков, български скулптор
- 1949 г. – Божил Колев, български футболист
- 1953 г. – Хайгашод Агасян, български инструменталист, певец и композитор
- 1953 г. – Христо Димитров – Хиндо, български сценарист
- 1955 г. – Никола Саркози, президент на Франция
- 1955 г. – Огнян Радев, български учител († 2015 г.)
- 1957 г. – Александър Железняков, руски физик
- 1957 г. – Константин Димитров, български политик
- 1964 г. – Георги Христов, български поп певец
- 1966 г. – Марк Лорънс, американско-британски писател
- 1968 г. – Диджей Мъгс, американски музикант
- 1969 г. – Фердинанд Хелерс, шведски шахматист
- 1974 г. –  Лазара Златарева (по-известна като Кака Лара), българска телевизионна водеща и актриса
- 1977 г. – Такума Сато, японски пилот във Ф1
- 1978 г. – Джанлуиджи Буфон, италиански футболен вратар
- 1980 г. – Ник Картър, американски поп певец (Бекстрийт Бойс)
- 1981 г. – Марко Бабич, хърватски футболист
- 1981 г. – Илайджа Ууд, американски актьор и продуцент
- 1982 г. – Калоян Патерков, български актьор
- 1986 г. – Иван Скерлев, български футболист

## Починали
- 814 г. – Карл Велики, крал на франките (* 742 г.)
- 1271 г. – Исабела Арагонска, кралица на Франция (* 1247 г.)
- 1547 г. – Хенри VIII, крал на Англия (* 1491 г.)
- 1596 г. – Френсис Дрейк, английски мореплавател (* ок. 1540 г.)
- 1599 г. – Кристофано Малвеци, италиански композитор (* 1547 г.)
- 1621 г. – Павел V, римски папа (* 1552 г.)
- 1687 г. – Ян Хевелий, полски астроном (* 1611 г.)
- 1854 г. – Жером-Адолф Бланки, френски икономист (* 1798 г.)
- 1864 г. – Беноа Пол Емил Клапейрон, френски физик (* 1799 г.)
- 1868 г. – Адалберт Щифтер, австрийски писател и художтник (* 1805 г.)
- 1896 г. – Иван Добровски, български възрожденец (* 1812 г.)
- 1901 г. – Йосиф Гурко, руски генерал (* 1828 г.)
- 1915 г. – Николай Умов, руски математик и физик (* 1846 г.)
- 1928 г. – Висенте Бласко Ибанес, испански писател и политик (* 1867 г.)
- 1939 г. – Уилям Бътлър Йейтс, ирландски поет и драматург, Нобелов лауреат през 1923 г. (* 1865 г.)
- 1952 г. – Николае Бацария, румънски писател (* 1874 г.)
- 1962 г. – Дако Даковски, български режисьор (* 1919 г.)
- 1986 г. – Екипажът на совалката Чалънджър:
  - Грег Джарвис (* 1944 г.);
  - Криста Маколиф (* 1948 г.);
  - Роналд Макнеир (* 1950 г.);
  - Елисън Онизука (* 1946 г.);
  - Джудит Ресник (* 1949 г.);
  - Франсис Скоби (* 1939 г.)
  - Майкъл Смит (* 1945 г.)
- 1986 г. – Улоф Палме, шведски политик (* 1927 г.)
- 1988 г. – Клаус Фукс, немски физик (* 1911 г.)
- 1992 г. – Куно Ребер, швейцарски писател (* 1922 г.)
- 1995 г. – Атанас Москов, български политик (* 1903 г.)
- 1996 г. – Йосиф Бродски, руски поет, Нобелов лауреат през 1987 г. (* 1940 г.)
- 1996 г. – Стефан Дичев, български писател (* 1920 г.)
- 2002 г. – Астрид Линдгрен, шведска детска писателка (* 1907 г.)
- 2006 г. – Хенри Макги, американски комик (* 1929 г.)
- 2007 г. – Леон Суружон, български цигулар и педагог (* 1913 г.)
- 2015 г. – Ив Шовен, френски химик (* 1930 г.)
- 2021 г. – Сисъли Тайсън, американска актриса (* 1924 г.)

## Празници
- Католическа църква – Ден на Свети Тома Аквински
- Европейски ден за защита на данните (от 2006 г.)
- Световен ден на болните от проказа
- България – Ден на град Разград (по Решение на Общинския съвет от януари 1994 г.)